# Leptogomphus gestroi
Leptogomphus gestroi är en trollsländeart som beskrevs av Selys 1891. Leptogomphus gestroi ingår i släktet Leptogomphus och familjen flodtrollsländor. IUCN kategoriserar arten globalt som livskraftig. Inga underarter finns listade i Catalogue of Life.